# ازخودگذشتگی زنان
ازخودگذشتگی زنان (به انگلیسی: Grit of Women) داستان کوتاهی است از جک لندن. این داستان در کتابی به همین نام با ترجمه محمدجعفر محجوب به فارسی منتشر شده‌است.